# California Odha Zertuche Díaz
California Odha Zertuche Díaz (1923 -1991, Ensenada) fue una ingeniera civil mexicana, especialista en drenaje y agua potable, promotora de la instalación de la infraestructura pluvial en Ensenada, Baja California.

## Trayectoria
En 1954, se graduó de la carrera de Ingeniería civil en la Escuela Nacional de Ingeniería de la Universidad Nacional Autónoma de México con la tesis Proyecto de alcantarillado de la población de Ensenada, el cual dio las bases para llevar drenaje y agua potable a ese municipio.

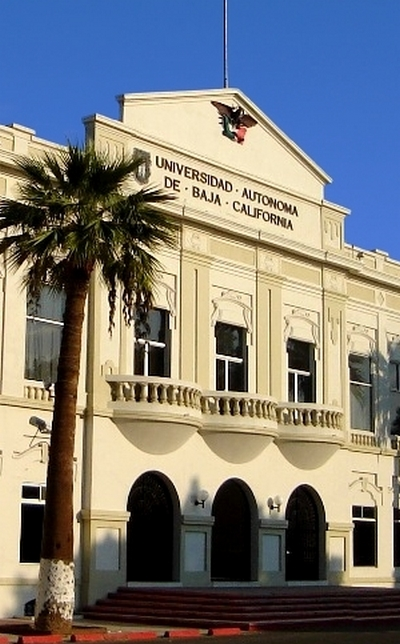
California Odha Zertuche Díaz fue maestra fundadora de la UABC

Fue la 12.ª mujer en obtener el título de Ingeniero Civil en la UNAM y la primera ingeniera de Ensenada.Fue maestra fundadora de la Universidad Autónoma de Baja California, creada en 1957, y de su Escuela de Ciencias Marinas, fundada en 1960. Asimismo, donó inmuebles y terrenos la Ciudad deportiva y a distintas escuelas universitarias. Fundó además la primera Asociación de Mujeres Profesionistas del Estado y la Cruz Roja local.
En marzo de 2014, fue galardonada como Forjadora de Baja California debido a su proyecto de tesis que permitió desarrollar la red de agua potable y alcantarillado en la ciudad de Ensenada de Mexicali. Junto con ella, recibieron el mismo homenaje póstumo Antonia Brenner y otras tres mujeres.